# Lídia Santos i Arnau
Lídia Santos i Arnau (Barcelona, 8 d'octubre de 1950) és una advocada i política catalana, diputada al Parlament de Catalunya en la VII i VIII legislatures.
Doctora en dret per la Universitat Autònoma de Barcelona, on és professora titular de dret internacional privat. Va exercir l'advocacia del 1974 al 1986. És membre de l'Associació per a les Nacions Unides a Espanya (AONU) i l'Associació Catalana de Juristes Demòcrates (ACJD), que presidí. Militant del PSC-PSOE, ha estat escollida diputada per la província de Barcelona a les eleccions al Parlament de Catalunya de 2003 i 2006 i ha format part de la ponència del nou estatut d'autonomia de Catalunya.